# Союз социальной политики
Союз социальной политики (нем. Der Verein für Socialpolitik) — международное экономическое общество, объединяющее немецкоязычных экономистов. Офис союза расположен во Франкфурте-на-Майне. 
Общество основано в 1872 году на Втором съезде немецких профессоров — экономистов в городе Эйзенах. Среди основателей союза были известные экономисты: А.Хельд (первый секретарь общества), Г. фон Шмоллер (председатель с 1890 по 1917 г.), А. Вагнер, Л. Брентано. В 1936 г. общество было распущено нацистами и возобновило свою деятельность спустя 12 лет.
В настоящее время председателем союза является доктор Ф. Шнайдер. Членами общества являются около 3200 экономистов и 48 институциональных объектов. Общество проводит ежегодные конгрессы. Местом проведения конгрессов в последнее десятилетие являлись: 1997 — Берн; 1998 — Росток; 1999 — Майнц; 2000 — Берлин; 2001 — Магдебург; 2002 — Инсбрук; 2003 — Цюрих; 2004 — Дрезден; 2005 — Бонн. В 2006 г. конгресс пройдет с 26 по 29 сентября в Байрейте.
Общество издает 2 журнала: German Economic Review (на английском языке) и Perspektiven der Wirtschaftspolitik (на немецком языке).
С 1986 г. общество проводит Тюненовскую лекцию (Johann Heinrich von Thünen Lecture), которую читает на конгрессе избранный исполнительным комитетом экономист. Среди лекторов выделяются известные экономисты: К. Ротшильд (1994), В. Гильденбранд (1997), Р. Зельтен (1999); Д. Мюллер (2005).
С 1997 года Союзом присуждается Премия Госсена.